# NBA All-Star Game 2019
Le NBA All-Star Game 2019 est la 68e édition du NBA All-Star Game.
Il se déroule le 17 février 2019 au Spectrum Center à Charlotte, siège des Hornets de Charlotte. Charlotte a été annoncé hôte de l'événement le 24 mai 2017. C'est la seconde fois que la ville de Charlotte accueille le NBA All-Star Game, la première fois ayant eu lieu en 1991. À l'origine, l'événement devait avoir lieu en 2017 mais il fut délocalisé à La Nouvelle-Orléans, en raison d'une controverse concernant la loi dite HB2. L'événement sera télévisé aux États-Unis pour la 17e fois.

## All-Star Game

### Les entraîneurs
Les deux équipes sont entraînées par des entraîneurs de leur conférence respective. Mike Budenholzer, entraîneur des Bucks de Milwaukee, est nommé à la tête de la Team Giannis. Michael Malone, entraîneur des Nuggets de Denver, est nommé à la tête de la Team Lebron.

### Joueurs
| Pos.                          | Joueur                | Équipe                   | Participation | Nombre de votes |
| Titulaires                    | Titulaires            | Titulaires               | Titulaires    | Titulaires      |
| ----------------------------- | --------------------- | ------------------------ | ------------- | --------------- |
| G                             | Kemba Walker          | Hornets de Charlotte     | 3e            | 1 395 330       |
| G                             | Stephen Curry         | Warriors de Golden State | 6e            | 3 861 038       |
| F                             | Paul George           | Thunder d'Oklahoma City  | 6e            | 3 122 346       |
| F                             | Giánnis Antetokoúnmpo | Bucks de Milwaukee       | 3e            | 4 375 747       |
| C                             | Joel Embiid           | 76ers de Philadelphie    | 2e            | 2 738 833       |
| Remplaçants                   |                       |                          |               |                 |
| G                             | Kyle Lowry            | Raptors de Toronto       | 5e            | —               |
| G                             | Russell Westbrook     | Thunder d'Oklahoma City  | 8e            | —               |
| G                             | D'Angelo Russell ²    | Nets de Brooklyn         | 1re           | —               |
| G/F                           | Khris Middleton       | Bucks de Milwaukee       | 1re           | —               |
| F                             | Blake Griffin         | Pistons de Détroit       | 6e            | —               |
| F                             | Dirk Nowitzki ¹       | Mavericks de Dallas      | 14e           | —               |
| C                             | Nikola Jokić          | Nuggets de Denver        | 1re           | —               |
| C                             | Nikola Vučević        | Magic d'Orlando          | 1re           | —               |
| Entraîneur : Mike Budenholzer |                       |                          |               |                 |

| Pos.                        | Joueur             | Équipe                          | Participation | Nombre de votes |
| Titulaires                  | Titulaires         | Titulaires                      | Titulaires    | Titulaires      |
| --------------------------- | ------------------ | ------------------------------- | ------------- | --------------- |
| G                           | Kyrie Irving       | Celtics de Boston               | 6e            | 3 881 766       |
| G                           | James Harden       | Rockets de Houston              | 7e            | 2 905 488       |
| F                           | Kevin Durant       | Warriors de Golden State        | 10e           | 3 150 648       |
| F                           | Kawhi Leonard      | Raptors de Toronto              | 3e            | 3 580 531       |
| F                           | LeBron James       | Lakers de Los Angeles           | 15e           | 4 620 809       |
| Remplaçants                 |                    |                                 |               |                 |
| G                           | Ben Simmons        | 76ers de Philadelphie           | 1re           | —               |
| G                           | Damian Lillard     | Trail Blazers de Portland       | 4e            | —               |
| G                           | Klay Thompson      | Warriors de Golden State        | 5e            | —               |
| G                           | Dwyane Wade ¹      | Heat de Miami                   | 13e           | —               |
| G                           | Bradley Beal       | Wizards de Washington           | 2e            | —               |
| F                           | LaMarcus Aldridge  | Spurs de San Antonio            | 7e            | —               |
| C                           | Anthony Davis      | Pelicans de La Nouvelle-Orléans | 6e            | —               |
| C                           | Karl-Anthony Towns | Timberwolves du Minnesota       | 2e            | —               |
| Entraîneur : Michael Malone |                    |                                 |               |                 |

¹ : Dwyane Wade et Dirk Nowitzki sont invités par la NBA.
² : D'Angelo Russell remplace Victor Oladipo, blessé.

### Team Giannis vs. LeBron
| 17 février 2019 20h00 | Rapport | Team Giannis 164, Team LeBron 178                         | Team Giannis 164, Team LeBron 178 | Team Giannis 164, Team LeBron 178               |  | Spectrum Center, Charlotte | - |
| 17 février 2019 20h00 | Rapport | Score par quart-temps : 53-37, 42-45, 36-50, 33-46        |                                   |                                                 |  | Spectrum Center, Charlotte | - |
| 17 février 2019 20h00 | Rapport | Score par mi-temps : 95-82, 69-96                         |                                   |                                                 |  | Spectrum Center, Charlotte | - |
| 17 février 2019 20h00 | Rapport | Giánnis Antetokoúnmpo, 38 Joel Embiid, 12 Kemba Walker, 8 | Points Rebonds Passes d.          | Kevin Durant, 31 Kyrie Irving, 9 Ben Simmons, 7 |  | Spectrum Center, Charlotte | - |

MVP : Kevin Durant

## Le All-Star week-end

### Celebrity Game
Le Celebrity Game (match des célébrités) se déroule chaque année pendant le All-Star week-end. Il oppose des stars américaines ou étrangères telles que des joueuses WNBA, des chanteurs, des comédiens ou des acteurs.
| Joueur                                | Métier                               |
| ------------------------------------- | ------------------------------------ |
| Ronnie 2K                             | Influenceur marketing chez 2K Sports |
| Ray Allen                             | Ancien joueur NBA                    |
| A. J. Buckley                         | Acteur                               |
| Bad Bunny                             | Chanteur                             |
| Stefanie Dolson                       | Joueuse WNBA                         |
| Marc Lasry                            | Propriétaire des Bucks de Milwaukee  |
| Hasan Minhaj                          | Acteur/Comédien                      |
| Quavo                                 | Rappeur                              |
| Adam Ray                              | Comédien                             |
| Amanda Seales                         | Actrice/Comédienne                   |
| James Shaw Jr.                        | Héro dans sa ville natale            |
| Drew Scott                            | Acteur                               |
| Brad Williams                         | Comédien                             |
| Entraîneur : Sue Bird (joueuse WNBA)  |                                      |
| Assistant : Monte Morris (joueur NBA) |                                      |
| Assistant : /                         |                                      |

| Joueur                                                                              | Métier                    |
| ----------------------------------------------------------------------------------- | ------------------------- |
| Mike Colter                                                                         | Acteur                    |
| Chris Daughtry                                                                      | Chanteur                  |
| Terrence J                                                                          | Personnalité TV/Acteur    |
| Famous Los                                                                          | Comédien                  |
| Mehmet Oz                                                                           | Personnalité TV           |
| Rapsody                                                                             | Rappeuse                  |
| Bo Rinehart                                                                         | Musicien                  |
| J. B. Smoove                                                                        | Acteur                    |
| Steve Smith                                                                         | Ancien joueur NFL         |
| A'ja Wilson                                                                         | Joueuse WNBA              |
| Jay Williams                                                                        | Consultant ESPN           |
| Jason Weismann                                                                      | Héro dans sa ville natale |
| Entraîneur : Dawn Staley (entraîneuse Équipe des États-Unis de basket-ball féminin) |                           |
| Assistant : Lisa Boyer (entraîneuse adjointe des South Carolina Gamecocks)          |                           |
| Assistant : /                                                                       |                           |

| 15 février 2019 19h00 EDT |                                                   | Away Team 80 vs. Home Team 82 | Away Team 80 vs. Home Team 82 | Away Team 80 vs. Home Team 82 |  | Bojangles' Coliseum, Charlotte, Caroline du Nord | ESPN |
| 15 février 2019 19h00 EDT | Score par quart-temps : 22-30, 25-21, 7-21, 26-11 |                               |                               |                               |  | Bojangles' Coliseum, Charlotte, Caroline du Nord | ESPN |

MVP :

### Rising Stars Challenge
| Poste                                        | Joueur            | Nat | Équipe                | Rookie / Sophomore |
| -------------------------------------------- | ----------------- | --- | --------------------- | ------------------ |
| G                                            | De'Aaron Fox      |     | Kings de Sacramento   | Sophomore          |
| G                                            | Lonzo Ball        |     | Lakers de Los Angeles | Sophomore          |
| G                                            | Trae Young        |     | Hawks d'Atlanta       | Rookie             |
| G                                            | Donovan Mitchell  |     | Jazz de l'Utah        | Sophomore          |
| F                                            | Jayson Tatum      |     | Celtics de Boston     | Sophomore          |
| F                                            | Kyle Kuzma        |     | Lakers de Los Angeles | Sophomore          |
| F                                            | John Collins      |     | Hawks d'Atlanta       | Sophomore          |
| F                                            | Marvin Bagley III |     | Kings de Sacramento   | Rookie             |
| F/C                                          | Jaren Jackson Jr. |     | Grizzlies de Memphis  | Rookie             |
| C                                            | Jarrett Allen     |     | Nets de Brooklyn      | Sophomore          |
| Entraîneur : Kyrie Irving, Celtics de Boston |                   |     |                       |                    |

| Poste                                           | Joueur                  | Nat | Équipe                    | Rookie / Sophomore |
| ----------------------------------------------- | ----------------------- | --- | ------------------------- | ------------------ |
| G                                               | Shai Gilgeous-Alexander |     | Clippers de Los Angeles   | Rookie             |
| G                                               | Josh Okogie             |     | Timberwolves du Minnesota | Rookie             |
| G                                               | Bogdan Bogdanović       |     | Kings de Sacramento       | Sophomore          |
| G/F                                             | Luka Dončić             |     | Mavericks de Dallas       | Rookie             |
| G/F                                             | Ben Simmons             |     | 76ers de Philadelphie     | Sophomore          |
| G/F                                             | Cedi Osman              |     | Cavaliers de Cleveland    | Sophomore          |
| F                                               | Lauri Markkanen         |     | Bulls de Chicago          | Sophomore          |
| F                                               | Rodions Kurucs          |     | Nets de Brooklyn          | Rookie             |
| F                                               | OG Anunoby              |     | Raptors de Toronto        | Sophomore          |
| C                                               | DeAndre Ayton           |     | Suns de Phoenix           | Rookie             |
| Entraîneur : Dirk Nowitzki, Mavericks de Dallas |                         |     |                           |                    |

| 15 février 2019 21h00 | Rapport | Team USA 161, Team World 144                       | Team USA 161, Team World 144 | Team USA 161, Team World 144                    |  | Spectrum Center, Charlotte |
| 15 février 2019 21h00 | Rapport | Score par quart-temps : 40-30, 43-41, 40-46, 38-27 |                              |                                                 |  | Spectrum Center, Charlotte |
| 15 février 2019 21h00 | Rapport | Score par mi-temps : 83-71, 78-73                  |                              |                                                 |  | Spectrum Center, Charlotte |
| 15 février 2019 21h00 | Rapport | Kyle Kuzma, 35 Jayson Tatum, 9 De'Aaron Fox, 15    | Points Rebonds Passes d.     | Ben Simmons, 28 DeAndre Ayton, 8 Luka Dončić, 9 |  | Spectrum Center, Charlotte |

MVP : Kyle Kuzma

### Concours de dunk
| Conférence | Joueur           | Équipe                  | Premier tour | Finale     |
| ---------- | ---------------- | ----------------------- | ------------ | ---------- |
| Ouest      | Hamidou Diallo   | Thunder d'Oklahoma City | 98 (48+50)   | 88 (43+45) |
| Est        | Dennis Smith Jr. | Knicks de New York      | 95 (45+50)   | 85 (35+50) |
| Est        | Miles Bridges    | Hornets de Charlotte    | 83 (33+50)   | -          |
| Est        | John Collins     | Hawks d'Atlanta         | 82 (40+42)   | -          |

### Concours de tirs à trois points
| Pos.        | Joueur          | Équipe                    | taille         | Premier tour | Finale    |
| ----------- | --------------- | ------------------------- | -------------- | ------------ | --------- |
| Arrière     | Joe Harris      | Nets de Brooklyn          | 1,98 m (6′ 6″) | 25 points    | 26 points |
| Meneur      | Stephen Curry   | Warriors de Golden State  | 1,90 m (6′ 3″) | 27 points    | 24 points |
| Arrière     | Buddy Hield     | Kings de Sacramento       | 1,93 m (6′ 4″) | 26 points    | 19 points |
| Arrière     | Danny Green     | Raptors de Toronto        | 1,98 m (6′ 6″) | 23 points    | -         |
| Arrière     | Devin Booker    | Suns de Phoenix           | 1,98 m (6′ 6″) | 23 points    | -         |
| Meneur      | Damian Lillard  | Trail Blazers de Portland | 1,90 m (6′ 3″) | 17 points    | -         |
| Ailier fort | Dirk Nowitzki   | Mavericks de Dallas       | 2,13 m (7′ 0″) | 17 points    | -         |
| Arrière     | Seth Curry      | Trail Blazers de Portland | 1,88 m (6′ 2″) | 16 points    | -         |
| Meneur      | Kemba Walker    | Hornets de Charlotte      | 1,85 m (6′ 1″) | 15 points    | -         |
| Ailier      | Khris Middleton | Bucks de Milwaukee        | 2,03 m (6′ 8″) | 11 points    | -         |

### Taco Bell Skills Challenge
| Poste       | Joueur           | Équipe                | Taille         |
| ----------- | ---------------- | --------------------- | -------------- |
| Meneur      | Mike Conley, Jr. | Grizzlies de Memphis  | 1,85 m (6′ 1″) |
| Arrière     | Luka Dončić      | Mavericks de Dallas   | 2,01 m (6′ 7″) |
| Meneur      | De'Aaron Fox     | Kings de Sacramento   | 1,90 m (6′ 3″) |
| Pivot       | Nikola Jokić     | Nuggets de Denver     | 2,13 m (7′ 0″) |
| Ailier fort | Kyle Kuzma       | Lakers de Los Angeles | 2,06 m (6′ 9″) |
| Ailier      | Jayson Tatum     | Celtics de Boston     | 2,03 m (6′ 8″) |
| Pivot       | Nikola Vučević   | Magic d'Orlando       | 2,13 m (7′ 0″) |
| Meneur      | Trae Young       | Hawks d'Atlanta       | 1,88 m (6′ 2″) |

|  | Quarts de finale | Quarts de finale |              |   | Demi-finales | Demi-finales |  |  | Finale | Finale |
|  | Quarts de finale | Quarts de finale |              |   | Demi-finales | Demi-finales |  |  | Finale | Finale |
|  |                  |                  |              |   |              |              |  |  |        |        |
|  |                  |                  |              |   |              |              |  |  |        |        |
|  |                  |                  |              |   |              |              |  |  |        |        |
|  | Nikola Vučević   | L                |              |   |              |              |  |  |        |        |
|  | Nikola Vučević   | L                |              |   |              |              |  |  |        |        |
|  | Nikola Jokić     | W                |              |   |              |              |  |  |        |        |
|  | Nikola Jokić     | W                | Nikola Jokić | L |              |              |  |  |        |        |
|  |                  |                  | Nikola Jokić | L |              |              |  |  |        |        |
|  |                  | Jayson Tatum     | W            |   |              |              |  |  |        |        |
|  | Mike Conley, Jr. | Jayson Tatum     | W            | L |              |              |  |  |        |        |
|  | Mike Conley, Jr. |                  |              | L |              |              |  |  |        |        |
|  | Jayson Tatum     | W                |              |   |              |              |  |  |        |        |
|  | Jayson Tatum     | W                | Jayson Tatum | W |              |              |  |  |        |        |
|  |                  |                  | Jayson Tatum | W |              |              |  |  |        |        |
|  |                  | Trae Young       | L            |   |              |              |  |  |        |        |
|  | De'Aaron Fox     | Trae Young       | L            | L |              |              |  |  |        |        |
|  | De'Aaron Fox     |                  |              | L |              |              |  |  |        |        |
|  | Trae Young       | W                |              |   |              |              |  |  |        |        |
|  | Trae Young       | W                | Trae Young   | W |              |              |  |  |        |        |
|  |                  |                  | Trae Young   | W |              |              |  |  |        |        |
|  |                  | Luka Dončić      | L            |   |              |              |  |  |        |        |
|  | Luka Dončić      | Luka Dončić      | L            | W |              |              |  |  |        |        |
|  | Luka Dončić      |                  |              | W |              |              |  |  |        |        |
|  | Kyle Kuzma       | L                |              |   |              |              |  |  |        |        |
|  | Kyle Kuzma       | L                |              |   |              |              |  |  |        |        |